# Slaton
Slaton è una città della contea di Lubbock, nello Stato del Texas, negli Stati Uniti. Secondo il censimento del 2020, possedeva una popolazione di 5 858 abitanti. Fa parte dell'area metropolitana di Lubbock.

## Geografia fisica
Secondo l'Ufficio del censimento degli Stati Uniti, ha una superficie totale di 5,52 mi² (14,30 km²).

## Storia
Il 15 aprile 1911, la compagnia ferroviaria della Santa Fe Railroad acquistò dei terreni nella zona dopo aver notato del potenziale per la creazione di una fermata per i treni. Secondo il progetto della compagnia ferroviaria, l'aspetto della città doveva essere simile a quello di Washington. Il 15 giugno 1911 è la data di fondazione della città ed è stata chiamata così in onore di O. L. Slaton, che promise la costruzione di una banca. La città è stata riconosciuta il 26 ottobre 1912.

## Società

### Evoluzione demografica
Secondo il censimento del 2020, la popolazione era di 5 858 abitanti. Al precedente censimento, quello del 2010, la popolazione era di 6 121 abitanti.

### Etnie e minoranze straniere
Secondo il censimento del 2020, la composizione etnica della città era formata dal 37,49% di bianchi, il 5,14% di afroamericani, lo 0,07% di nativi americani, lo 0,17% di asiatici, lo 0,07% di oceaniani, lo 0,36% di altre etnie e il 2,53% di due o più etnie. Ispanici o latinos di qualunque etnia erano il 54,18% della popolazione.